# Jan Milič Lochman

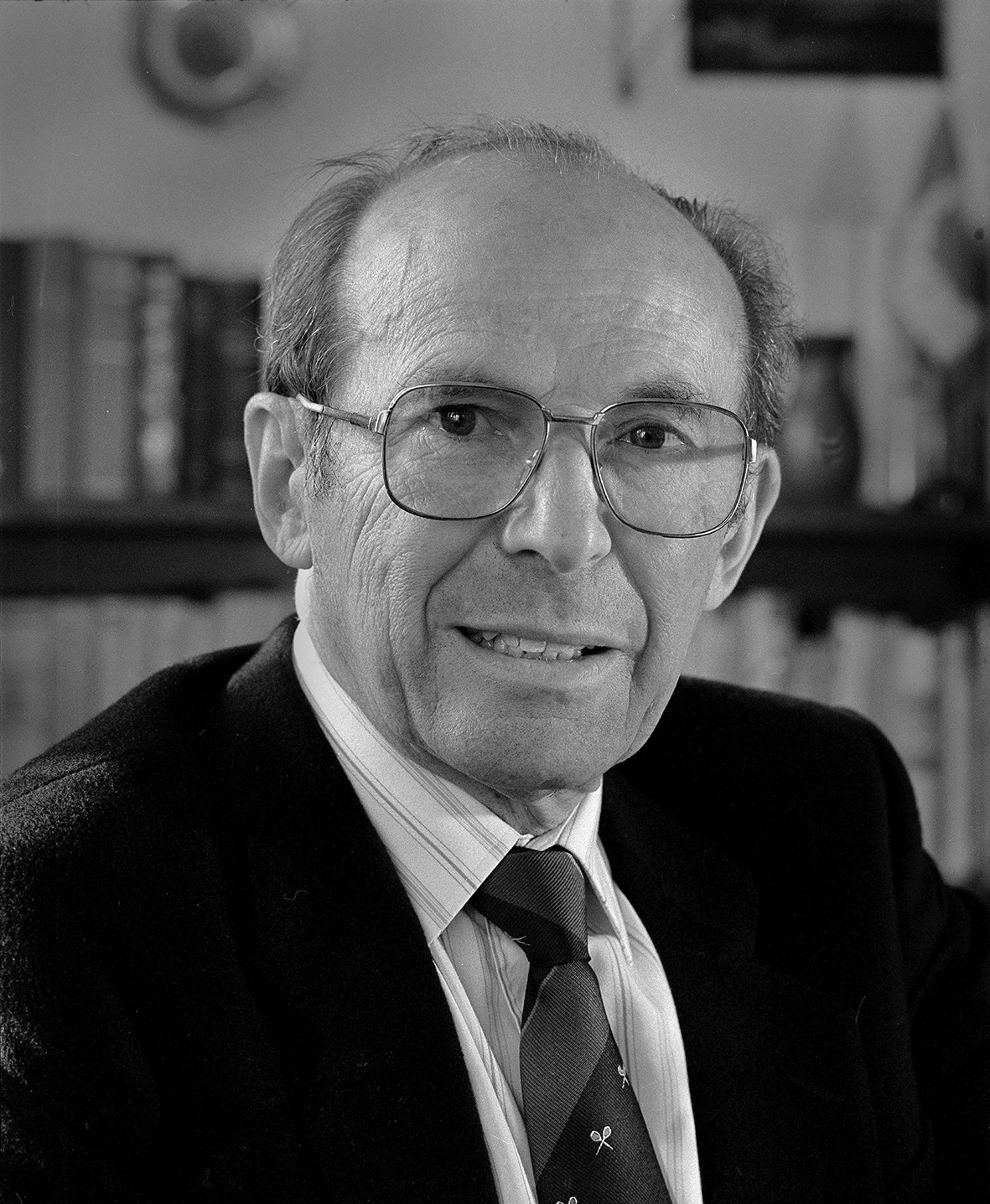
Jan Milič Lochman

Jan Milič Lochman (* 3. April 1922 in Nové Město nad Metují, Tschechoslowakei; † 21. Januar 2004 in Basel) war ein tschechoslowakisch-schweizerischer evangelischer Theologe.

## Leben
Lochman entstammte einer Familie mit evangelisch-hussitischer Tradition. Er erlangte 1941 auf dem Gymnasium von Náchod die Hochschulreife. Nachdem der tschechische Teil der Karls-Universität 1945 wiedereröffnet worden war, studierte er Theologie und Philosophie an der Hussitisch-Theologischen Fakultät und promovierte 1948. Danach wurde er zum Pastor der Evangelischen Kirche der Böhmischen Brüder ordiniert. Nach einer kurzen Zeit als Prediger ging er wieder nach Prag an die Comenius-Fakultät, wo er sich habilitierte und als Dozent tätig war. Ab 1960 lehrte er dort als Professor für Philosophie und Systematische Theologie. Nach einem Jahr am Union Theological Seminary der Columbia University in New York City wurde er 1969 als Nachfolger von Karl Barth ordentlicher Professor für Systematische Theologie an der Universität Basel. In den Jahren 1981 und 1982 war er Rektor der Universität Basel. Ab 1990 konnte er auch an tschechischen und slowakischen Universitäten Gastvorlesungen halten. 1992 wurde er emeritiert.
Lochman war jahrzehntelang in ökumenischen Gremien tätig, insbesondere beim Ökumenischen Rat der Kirchen. Von 1968 bis 1975 war er Mitglied des ÖRK-Zentralausschusses und -Exekutivausschusses, von 1975 bis 1991 Mitglied der ÖRK-Kommission für Glauben und Kirchenverfassung. Beim Reformierten Weltbund arbeitete er ebenfalls mit: von 1970 bis 1982 als Vorsitzender der Theologischen Abteilung. Seine grundlegenden Arbeiten sind auf dem Gebiet der Systematischen und Ökumenische Theologie entstanden.
Jan Milič Lochman gehörte zu den Mitbegründern der Christlichen Friedenskonferenz. Bei ihrer Dritten Tagung 1960 arbeitete er an der Vorbereitung der I. Allchristlichen Friedensversammlung 1961 in Prag mit. Dort leitete er zusammen mit dem Bundesdeutschen Wolfgang Schweitzer und dem Ungarn M. Pálfy die Arbeitsgruppe „Kalter Krieg“.

## Ehrungen
- Ehrendoktor der University of Aberdeen (1973)
- Jacob-Burckhardt-Preis (1987)
- Ehrendoktor der University of St Andrews (1989)
- Ehrendoktor der Charles Sturt University (1992)
- Tomáš-Garrigue-Masaryk-Orden 3. Klasse (1998)
- Zahlreiche akademische Ehrungen, vor allem internationale Auszeichnungen für seine Verdienste um Jacob Burckhardt als Geisteswissenschaftler (1987)

## Schriften (Auswahl)
- mit Gerhard Bassarak: Gemeinde in der veränderten Welt. Evangelische Verlagsanstalt, Berlin 1963.
- Die Not der Versöhnung. Reich, Hamburg-Bergstedt 1963.
- Herrschaft Christi in der säkularisierten Welt. EVZ, Zürich 1967.
- Perspektiven politischer Theologie. Theologischer Verlag, Zürich 1971, ISBN 3-290-15042-9.
- Christus oder Prometheus? Die Kernfrage des christlich-marxistischen Dialogs und die Christologie. Furche, Hamburg 1972, ISBN 3-7730-0052-9.
- Das radikale Erbe: Versuche theologischer Orientierung in Ost und West. Theologischer Verlag, Zürich 1972, ISBN 3-290-11294-2.
- Marx begegnen: Was Christen und Marxisten eint und trennt. Mohn, Gütersloh 1975, ISBN 3-579-03804-4.
- mit Fritz Buri und Heinrich Ott: Dogmatik im Dialog. Mohn, Gütersloh 1973–1976.
- mit Hans Thimme (Hrsg.): Barmen 1974: Romantik? Orthodoxis? Ruf nach vorwärts! Vorträge vor der Synode der Evangelischen Kirche der Union. Luther-Verlag, Witten 1974, ISBN 3-7858-0193-9.
- Trägt oder trügt die christliche Hoffnung? Biblisches Erbe in den Herausforderungen der Zeit. Theologischer Verlag, Zürich 1974, ISBN 3-290-11346-9.
- mit Jürgen Moltmann (Hrsg.) Gottes Recht und Menschenrechte: Studien und Empfehlungen des Reformierten Weltbundes. Neukirchener Verlag, Neukirchen-Vluyn 1976, ISBN 3-7887-0510-8.
- Versöhnung und Befreiung: Absage an ein eindimensionales Heilsverständnis. Mohn, Gütersloh 1977, ISBN 3-579-03641-6.
- Wegweisung der Freiheit: Abriss der Ethik in der Perspektive des Dekalogs. Mohn, Gütersloh 1979, ISBN 3-579-03761-7.
- Reich, Kraft und Herrlichkeit: Der Lebensbezug von Glauben und Bekennen. Kaiser, München 1981, ISBN 3-459-01348-6.
- Comenius. Imba, Freiburg/Schweiz 1982, ISBN 3-85740-110-9.
- Das Glaubensbekenntnis: Grundriss der Dogmatik im Anschluss an das Credo. Mohn, Gütersloh 1982, ISBN 3-579-00170-1.
- Vom Sinn der Feste: Meditationen über Weihnachten, Ostern und Pfingsten. Reinhardt, Basel 1982, ISBN 3-7245-0492-6.
- Unser Vater: Auslegung des Vaterunsers. Mohn, Gütersloh 1988, ISBN 3-579-00271-6.
- Wahrheitssuche und Toleranz. Lebenserinnerungen eines ökumenischen Grenzgängers. TVZ, Zürich 2002, ISBN 3-290-17238-4 (übersetzt aus dem Tschechischen).